# Les Ormonts
Als Les Ormonts werden die beiden Waadtländer Gemeinden, Ormont-Dessus und Ormont-Dessous bezeichnet. Les Ormonts war auch eines der vier Mandements des Amtes Aigle zur Zeit der Berner Herrschaft von 1475 bis 1798.